# Luci Bebi (ambaixador 169 aC)
Luci Bebi (en llatí Lucius Baebius) va ser un magistrat romà. Formava part de la gens Bèbia, una antiga família romana d'origen plebeu.
Va ser un dels tres comissionats romans enviats al regne de Macedònia l'any 169 aC per inspeccionat l'estat dels afers, abans de la invasió del país per Emili Paul·le.